# Manzyû Iwa
Manzyû Iwa är en kulle i Antarktis. Den ligger i Östantarktis. Norge gör anspråk på området. Toppen på Manzyû Iwa är 7 meter över havet.
Terrängen runt Manzyû Iwa är huvudsakligen kuperad, men åt nordost är den platt. Havet är nära Manzyû Iwa åt nordväst. Trakten är obefolkad. Det finns inga samhällen i närheten.